# Port lotniczy Tawè
Port lotniczy Tawè – międzynarodowy port lotniczy położony w Tawè, w Mjanmie.